# Otto (książę Burgundii)
Otto I (ur. ok. 944  – zm. 23 lutego 965) – książę Burgundii w latach 956-965. Był starszym synem Hugona Wielkiego i Jadwigi Saskiej, a bratem późniejszego króla Francji - Hugona Kapeta.
W 955 poślubił Luitgardę de Vergy, córkę Gilberta de Chalon, hrabiego d'Autun i księcia Burgundii (952-956). Nie miał dzieci, Burgundię odziedziczył po nim jego młodszy brat Henryk.